# Conférence des Églises protestantes de Suisse romande
La Conférence des Églises Réformées de la Suisse Romande ou CER est une association d'Églises réformées représentant les églises en Suisse romande ainsi que six églises réformées de langue française en Suisse alémanique. 
Elle est membre de l'Église évangélique réformée de Suisse  et de la Conférence des Églises protestantes des pays latins d'Europe.

## Membres
| Canton             | Église |
| ------------------ | --- |
| Berne-Jura-Soleure | Églises réformées Berne-Jura-Soleure ERBJS |
| Fribourg           | Église Évangélique Réformée du Canton de Fribourg EERF |
| Genève             | Église protestante de Genève EPG |
| Neuchâtel          | Église réformée évangélique du canton de Neuchâtel EREN |
| Valais             | Église réformée évangélique du Valais EREV |
| Vaud               | Église évangélique réformée du canton de Vaud EERV |
| Suisse alémanique  | Conférence des Églises Réformées de langue française en Suisse alémanique (CERFSA) - Église évangélique réformée de langue française de Schaffhouse (EERFSH) - Église française en Argovie (EFA) - Église française de Lucerne (EFL) - Église française réformée de Bâle (EFRB) - Église française de Saint-Gall (EFSG) - Église réformée zurichoise (ERZ) |

## Organisation
L'association est dirigée par un Conseil exécutif. L'assemblée générale est le second organe décisionnel.

### Départements

#### Formation
La CER possède un Office protestant de la formation (opf) qui forme les pasteurs et les diacres des églises réformées en Suisse romande. Toutefois, la CER est partisane d'une 

« formation théologique académique et critique, de niveau master, dispensée dans le cadre des universités, lieux par excellence de recherche, de travail interdisciplinaire et de dialogue avec la société civile. »

#### Presse et médias
La CER dirige deux autres organes que sont:
- L'office protestant d'éditions chrétiennes (OPEC);
- médiaspro, le département protestant des médias.